# Ống pitot

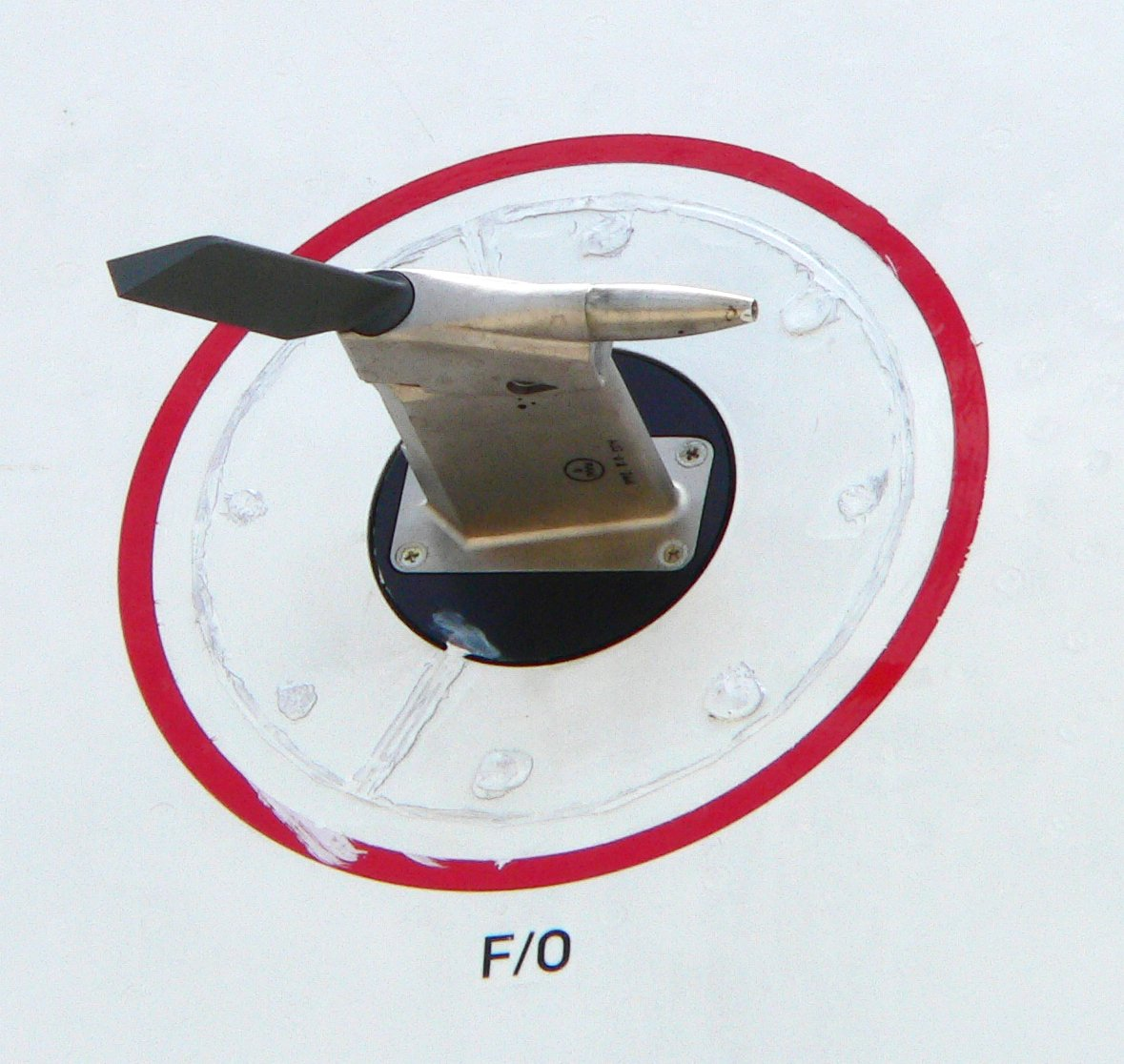
Máy bay sử dụng ống Pitot để đo tốc độ bay. Ví dụ, trên một máy bay Airbus A380, kết hợp một ống pitot (bên phải) với một cổng tĩnh và một cánh đo góc tấn (bên trái). Luồng không khí là từ phải sang trái.

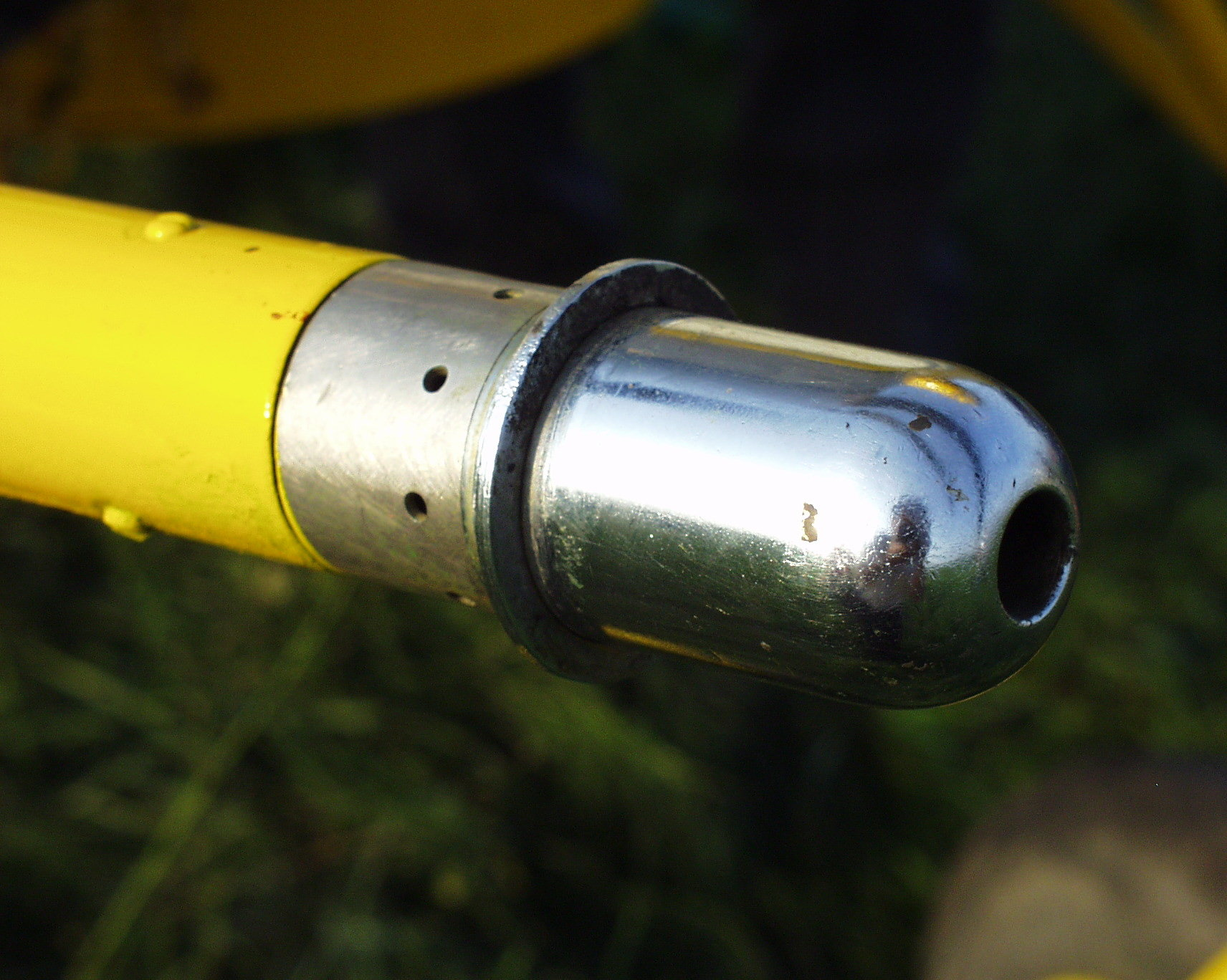
Ống pitot trên trực thăng Kamov Ka-26

Ống pitot là một thiết bị đo áp suất dùng để tính vận tốc của dòng chất lưu. Ống pitot được phát minh bởi kỹ sư người Pháp Henri Pitot từ đầu thế kỷ XVIII, và được sửa đổi thành kiểu hiện đại như ngày nay bởi nhà khoa học người Pháp Henry Darcy. Nó được ứng dụng rộng rãi để xác định vận tốc không khí trên máy bay, vận tốc nước trên tàu thủy, và vận tốc dòng chất lỏng, dòng khí trên các thiết bị công nghiệp. Ống pitot được dùng để đo vận tốc dòng chảy cục bộ tại một điểm nhất định trong dòng chảy và không đo được vận tốc dòng chảy trung bình trong đường ống hoặc ống dẫn.

## Nguyên lý hoạt động
Cấu tạo của một ống pitot cơ bản bao gồm một ống hướng trực tiếp vào dòng chảy chất lỏng và một màng mỏng ở bên trong. Khi ống này chứa chất lỏng, áp suất có thể đo được; các chất lỏng di chuyển được đưa vào bên trong (đọng lại) và không có ống ra để cho phép lưu lượng để tiếp tục. Áp lực này là áp lực trì trệ của chất lỏng, còn được gọi là áp suất tổng hay (đặc biệt là trong ngành hàng không) áp suất Pitot.
Áp suất đo được không thể tự dùng để xác định vận tốc dòng chất lỏng (tốc độ không khí trong ngành hàng không). Tuy nhiên, theo phương trình Bernoulli, ta có:
Áp suất tổng = Áp suất tĩnh + Áp suất động
ta có thể được viết như sau: {\displaystyle p_{t}=p_{s}+{\frac {\rho u^{2}}{2}}}

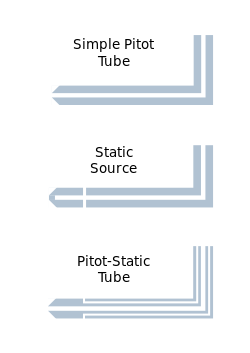
Các loại ống Pitot

giải phương trình vận tốc dòng chảy:
{\displaystyle u={\sqrt {\frac {2(p_{t}-p_{s})}{\rho }}}}, với:
- {\displaystyle u}  là vận tốc dòng chảy (m/s)
- {\displaystyle p_{t}} là áp suất trễ, hay áp suất tổng (Pa)
- {\displaystyle p_{s}} là áp suất tĩnh (Pa)
- {\displaystyle \rho } là khối lượng riêng của chất lỏng ({\displaystyle kg/m^{3}})

Áp suất động, là sự khác biệt giữa áp suất tĩnh và áp suất tổng. Áp suất động được xác định bằng cách sử dụng một màng ngăn bên trong một đường ống kín. Nếu không khí ở một bên của màng ngăn là ở áp suất tĩnh, và bên còn lại là áp suất tổng, thì so với độ lệch của màng ngăn tỉ lệ với áp suất động.
Trên máy bay, áp suất tĩnh thường được đo bằng cách sử dụng cổng tĩnh ở phía bên của thân máy bay. Áp suất động đo được có thể được sử dụng để xác định tốc độ bay của máy bay. Việc bố trí màng ngăn như mô tả ở trên thường được chứa trong các chỉ số tốc độ bay, chuyển đổi áp suất động đến một thiết bị đọc tốc độ bay bằng phương tiện của đòn bẩy cơ khí.
Thay vì đặt ống Pitot và cổng tĩnh riêng biệt, một ống pitot tĩnh (còn gọi là ống Prandtl) có thể được sử dụng, trong đó có một ống đồng trục thứ hai với các ống pitot có lỗ ở hai bên, ở bên ngoài luồng không khí trực tiếp, để đo áp suất tĩnh.
Giả sử áp kế cột chất lỏng được sử dụng để đo độ chênh lệch áp suất: {\displaystyle \Delta p=p_{t}-p_{s}}
{\displaystyle \Delta h={\frac {\Delta p}{\rho _{l}g}}}
trong đó:
- {\displaystyle \Delta h} là độ cao cột áp (m)
- {\displaystyle \rho _{l}} là tỷ trọng của chất lỏng (manometer)
- {\displaystyle g} là gia tốc trọng trường ({\displaystyle m/s^{2}})

Do đó, ta có:
{\displaystyle V={\sqrt {\frac {2(\Delta h*(\rho _{l}g))}{\rho }}}}

## Hoạt động
Ống Pitot trên máy bay thường có bộ phận làm nóng được gọi là Pitot nhiệt để ngăn cho ống không bị kẹt vì băng đá. Những hư hỏng của các hệ thống này có thể gây ra hậu quả thảm khốc, như trong trường hợp của chuyến bay Austral Líneas Aéreas 2553, chuyến bay Birgenair 301 (nhà điều tra nghi ngờ rằng một số loại côn trùng có thể đã làm tổ bên trong các ống pitot: dấu vết chính là màu đen và màu vàng bùn của ong vò vẽ), chuyến bay Northwest Airlines 6231, Aeroperú chuyến bay 603 (bị chặn cổng tĩnh), và vụ tai nạn của một máy bay X-31. Năm 2008, Air Caraïbes báo cáo hai sự cố trục trặc ống pitot đóng băng trên chiếc A330 của hãng. Cơ quan an toàn hàng không Pháp BEA cho biết ống pitot đóng băng là một yếu tố góp phần vào việc gây ra vụ tai nạn của chuyến bay 447 của Air France trên Đại Tây Dương năm 2009 làm 228 người thiệt mạng.

## Ứng dụng trong công nghiệp

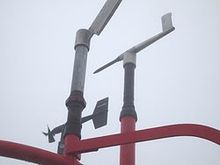
Phong kế tĩnh dùng để đo tốc độ gió

Trong công nghiệp, vận tốc dòng chảy cần đo thường là những chảy trong ống dẫn và rất khó để đo bằng một phong kế. Trong các kiểu phép đo, dụng cụ thiết thực nhất để sử dụng là các ống pitot. Ống pitot có thể được đưa vào bên trong thông qua một lỗ nhỏ trong ống với ống Pitot kết nối với một máy đo dạng ống chữ U hoặc một máy đo áp suất khác để xác định vận tốc dòng chảy bên trong đường hầm gió ngầm hoá. Một ứng dụng khác của kỹ thuật này là để xác định khối lượng của không khí được thổi vào bên trong một không gian điều hòa.
Tỷ lệ dòng chảy chất lỏng trong một ống dẫn có thể được ước tính từ:
Lưu lượng dòng chảy ({\displaystyle m^{3}/ph}) = diện tích mặt cắt ống ({\displaystyle m^{2}}) x vận tốc dòng chảy ({\displaystyle m/ph})
Trong ngành hàng không, tốc độ không khí thường được tính bằng hải lý/giờ.
Trong trạm thời tiết với tốc độ gió cao, các ống pitot được sửa đổi để tạo ra một loại phong kế đặc biệt được gọi là ống pitot phong kế tĩnh.